# Llubí
Llubí ist eine Gemeinde im Inneren der spanischen Baleareninsel Mallorca mit 2.505 Einwohnern (Stand: 2024), davon 1974 im gleichnamigen Ort Llubí (Stand 2008). Der Ausländeranteil der Gemeinde betrug 11,84 % (252 Personen), der Anteil deutscher Einwohner 2,44 % (52 Personen). Die Einheimischen nennen sich Llubiner bzw. Llubinera.

## Sehenswürdigkeiten
- Kirche Sant Feliu

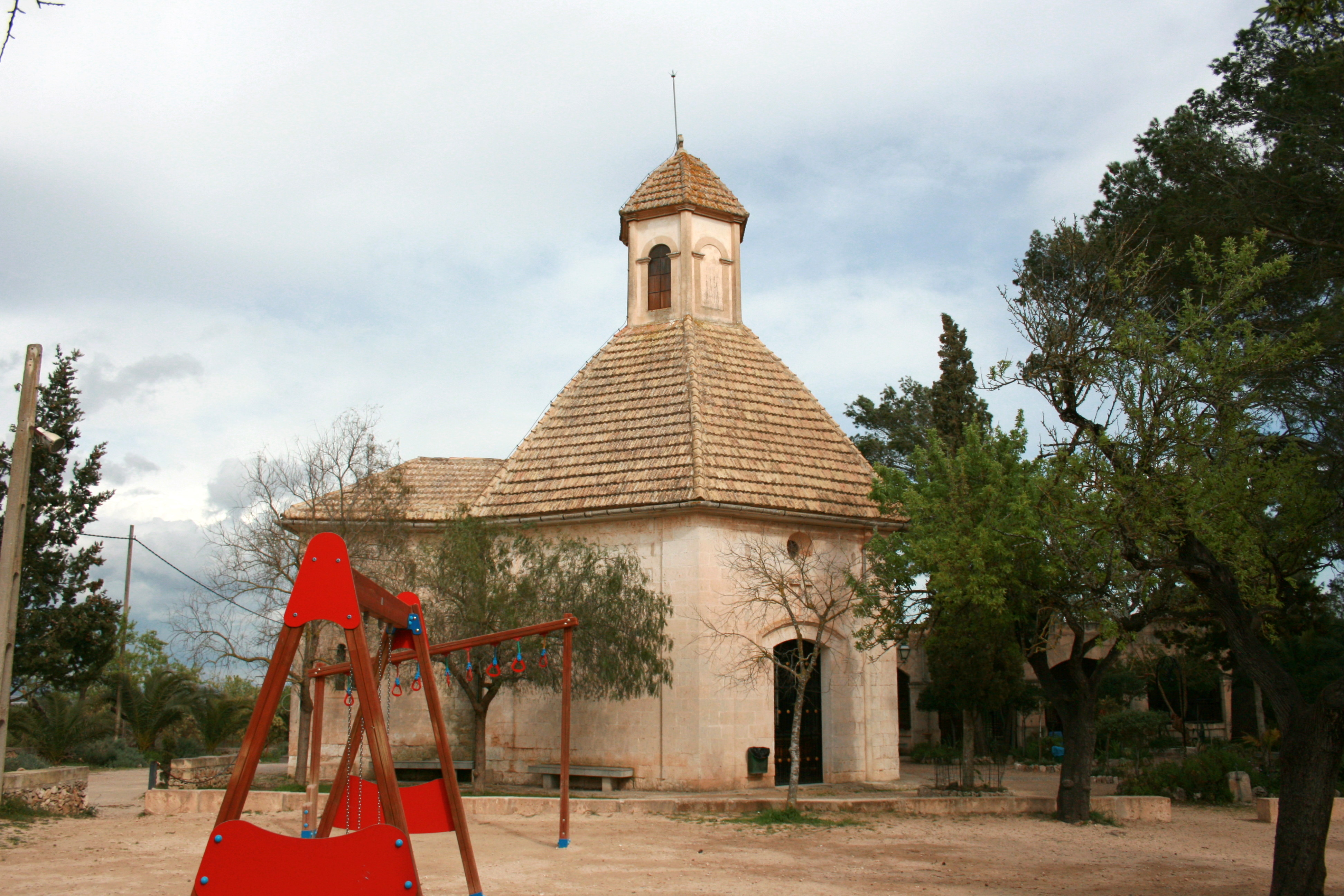
Ermita del Sant Crist

- Einsiedelei Ermita del Sant Crist del Remei

## Feste
- Sant Feliu, Patronatsfest, 1. August
- Festa de s’Ermita

## Märkte
- Wochenmarkt, dienstags auf der Plaça de la Carretera

## Persönlichkeiten
In Llubí wurde der katholische Bischof Sebastián Ramis Torrens (* 1943) geboren.